# Ehrhardt (Caroline du Sud)
Pour les articles homonymes, voir Ehrhardt.
Ehrhardt est une ville située dans le comté de Bamberg, dans l’État de Caroline du Sud, aux États-Unis. Lors du recensement de 2020, elle comptait 457 habitants.